# Watertown (Minnesota)
Watertown es una ciudad ubicada en el condado de Carver en el estado estadounidense de Minnesota. En el Censo de 2010 tenía una población de 4205 habitantes y una densidad poblacional de 615,22 personas por km².

## Geografía
Watertown se encuentra ubicada en las coordenadas 44°57′37″N 93°50′38″O / 44.96028, -93.84389. Según la Oficina del Censo de los Estados Unidos, Watertown tiene una superficie total de 6.83 km², de la cual 6.72 km² corresponden a tierra firme y (1.71%) 0.12 km² es agua.

## Demografía
Según el censo de 2010, había 4205 personas residiendo en Watertown. La densidad de población era de 615,22 hab./km². De los 4205 habitantes, Watertown estaba compuesto por el 95.81% blancos, el 0.29% eran afroamericanos, el 0.36% eran amerindios, el 0.78% eran asiáticos, el 0.02% eran isleños del Pacífico, el 0.59% eran de otras razas y el 2.14% pertenecían a dos o más razas. Del total de la población el 1.74% eran hispanos o latinos de cualquier raza.